# Teresa Trzaskowska
Teresa Katarzyna Trzaskowska, de domo Arens, primo voto Ferster (ur. 23 stycznia 1932 w Warszawie, zm. 24 czerwca 2019 w Piasecznie) – polska osobowość związana ze środowiskiem artystycznym, żona muzyka Andrzeja Trzaskowskiego, matka polityka Rafała Trzaskowskiego.

## Życiorys
Urodziła się w rodzinie warszawskich antykwariuszy, Tadeusza i Florentyny. Jej pierwszym mężem był krakowski inżynier Marian Ferster, z którym miała syna Piotra. W tym okresie w domu jej teściów (rodziców Mariana Ferstera) odbywały się „podziemne” spotkania krakowskiej elity kulturalnej, w których uczestniczyli m.in. Jerzy Skarżyński, redaktorzy „Przekroju” (Marian Eile, Janina Ipohorska, Ludwik Jerzy Kern) oraz „Tygodnika Powszechnego” (Stefan Kisielewski), a także muzycy grupy Melomani Jerzego Matuszkiewicza.
W 1956 roku związała się z Piwnicą pod Baranami, gdzie wraz z Zofią Lach (późniejszą Komedową) prowadziła bar. Tam prawdopodobnie poznała jazzmana Andrzeja Trzaskowskiego, którego poślubiła w 1958 roku podczas podwójnej ceremonii ślubnej w Krakowie, obok Krzysztofa Komedy i Zofii Lach. Po ślubie Teresa i Andrzej Trzaskowscy przenieśli się do Warszawy, gdzie mieszkali przez wiele lat przy ul. Freta na Nowym Mieście. Ich synem jest Rafał Trzaskowski (ur. 1972), późniejszy polityk.
Nie angażowała się aktywnie w środowisko jazzowe jako organizatorka, w odróżnieniu od Zofii Komedowej, jednak była uznawana za muzę i inspirację dla twórczości swojego męża. 
Według dokumentów archiwalnych IPN, w kwietniu 1960 r. została zarejestrowana przez Służbę Bezpieczeństwa jako tajny współpracownik Wydziału VIII Departamentu II MSW pod pseudonimem „Justyna” i była prowadzona przez oficera kontrwywiadu kpt. Władysława Prekurata. Mikołaj Wolski z katowickiego oddziału IPN wskazuje, że werbunek był prawdopodobnie wymuszony szantażem, a informacje przekazywane przez TW „Justynę” w ramach sprawy operacyjnej rozpracowania Leopolda Tyrmanda miały charakter marginalny i ograniczały się głównie do opisywania spotkań towarzyskich. Według akt, kontakty z nią zawieszono w 1965 roku, a w 1974 roku wyeliminowano z ewidencji agenturalnej, z adnotacją o „nieszczerości”.
Zmarła w 2019 roku po długiej chorobie. Została pochowana na Powązkach Wojskowych w grobie rodzinnym obok Andrzeja Trzaskowskiego.